# Psathyropus sulcata
Psathyropus sulcata is een hooiwagen uit de familie Sclerosomatidae.